# 12-Stunden-Rennen von Reims

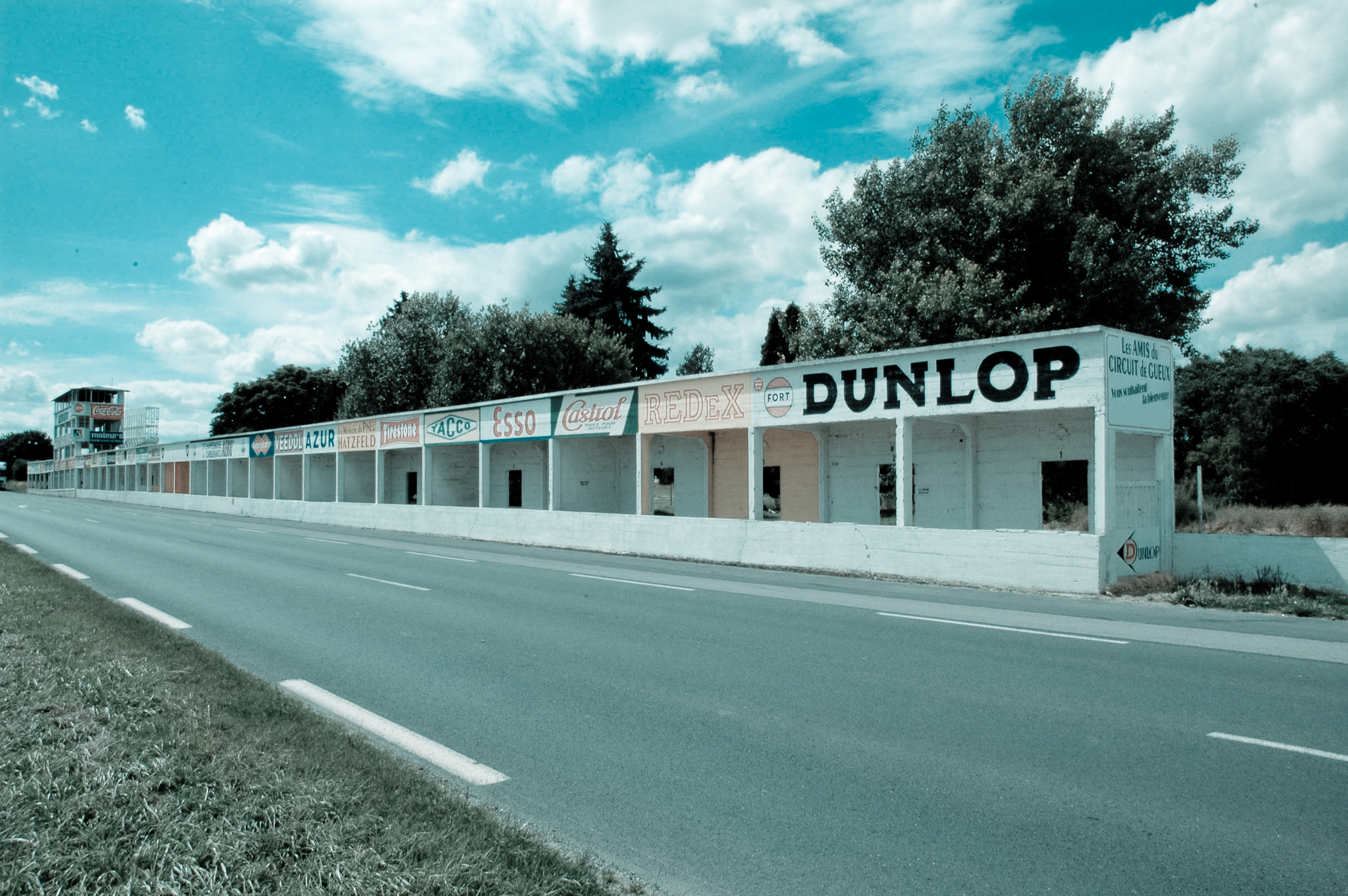
Die alten Boxenalagen des Circuit de Reims-Gueux

Das 12-Stunden-Rennen von Reims war ein Sportwagen-Langstreckenrennen, das auf dem Circuit de Reims-Gueux in Reims ausgetragen wurde.

## Die Veranstaltung
Bereits 1926 wurde in Reims ein Rennen über eine Zeit von 12 Stunden veranstaltet. Den Coupe d'Or gewann Roger Gauthier auf einem Bignan. Das 12-Stunden-Rennen von Reims wurde dann von 1953 bis 1967 ausgefahren. Das erste Rennen 1953 gewannen Peter Whitehead und Stirling Moss im Jaguar C-Type. Beim letzten Rennen 1967 waren die beiden Franzosen Guy Ligier und Jo Schlesser auf einem Ford GT40 siegreich. 1964 und 1965 zählte das Rennen zur Sportwagen-Weltmeisterschaft.
Das Rennen hatte einen ungewöhnlichen Ablauf. Es wurde um Mitternacht gestartet und endete am Mittag. Dieses Langstreckenrennen ist somit das einzige der Motorsportgeschichte, das bei Dunkelheit begann und bei Tageslicht zu Ende ging. 1956 wurde es zweimal an einem Wochenende gefahren; ein Sonderfall im internationalen Sportwagensport. Am Freitag, dem 29. Juni, fuhren Sportwagen bis zu einem Hubraum von 1,5-Litern die volle 12-Stunden-Renndistanz. Einen Tag später bestritten die Wagen bis 3 Liter Hubraum ihr Rennen. Nach dem zweiten Rennen wurden beide Veranstaltungen zu einer Gesamtwertung summiert.

## Gesamtsieger
| Jahr  | Team                       | Gesamtsieger                          | Fahrzeug       | Runden | Meisterschaft                  |
| ----- | -------------------------- | ------------------------------------- | -------------- | ------ | ------------------------------ |
| 1953  | Peter Whitehead            | Peter Whitehead Stirling Moss         | Jaguar C-Type  | 243    | zählte zu keiner Meisterschaft |
| 1954  | Jaguar Cars Ltd.           | Peter Whitehead Ken Wharton           | Jaguar D-Type  | 222    | zählte zu keiner Meisterschaft |
| 19561 | Auguste Veuillet           | Richard von Frankenberg Claude Storez | Porsche 550RS  | 246    | zählte zu keiner Meisterschaft |
| 19562 | Jaguar Cars Ltd.           | Duncan Hamilton Ivor Bueb             | Jaguar D-Type  | 267    | zählte zu keiner Meisterschaft |
| 1957  | Ecurie Francorchamps       | Olivier Gendebien Paul Frère          | Ferrari 250 GT | 241    | zählte zu keiner Meisterschaft |
| 1958  | Ecurie Francorchamps       | Olivier Gendebien Paul Frère          | Ferrari 250 GT | 256    | zählte zu keiner Meisterschaft |
| 1964  | Maranello Concessionaires  | Graham Hill Joakim Bonnier            | Ferrari 250LM  | 296    | Sportwagen-Weltmeisterschaft   |
| 1965  | North American Racing Team | Pedro Rodríguez Jean Guichet          | Ferrari 365P2  | 285    | Sportwagen-Weltmeisterschaft   |
| 1967  | Ford France                | Jo Schlesser Guy Ligier               | Ford Mk.IIB    | 296    | zählte zu keiner Meisterschaft |

1 bis 1,5-Liter-Hubraum
2 bis 3-Liter-Hubraum und Gesamtwertung